# Chronische Wunde
Bei einer chronischen Wunde verlangsamt sich die Wundheilung bis hin zur Stagnation. Für den Betroffenen bedeutet eine chronische Wunde, neben den körperlichen Beschwerden durch Schmerzen, Exsudation und auftragende Verbände, eine Einschränkung seiner Lebensqualität durch Kosten für Material und Versorgung, Abhängigkeit von Anderen, Schwierigkeiten bei der Kleiderauswahl und teilweisen Verlust des selbstbestimmten Alltags. Die chronische Wunde deutet als Symptom auf zugrundeliegende Erkrankungen hin, die mitzubehandeln sind, oder geht auf Faktoren zurück, die ausgeschaltet werden müssen, um eine Abheilung zu ermöglichen. Je nach Art und Ausprägung der Grunderkrankung können hierbei Kompressionstherapie oder gefäßchirurgische Eingriffe zur Verbesserung der Durchblutungssituation, oder druckentlastende Maßnahmen zur Entlastung der Wunde erfolgen.

## Definition
Der Begriff „chronische Wunde“ ist uneinheitlich definiert. Die Arbeitsgruppe des 2009 erarbeiteten und 2015 erstmals aktualisierten Expertenstandard zur Pflege von Menschen mit chronischen Wunden spricht von einer chronischen Wunde, wenn bei optimaler Therapie nach vier bis zwölf Wochen keine Heilungstendenz zu erkennen ist. Die Fachgesellschaft Initiative Chronische Wunden (ICW) sieht ihrerseits hingegen einen Heilungsprozess, der acht Wochen oder länger andauert, als Kennzeichen einer chronischen Wunde an. Zudem sind bestimmte Wunden, die sich in Folge von Erkrankungen entwickeln, laut Definition der ICW ab Entstehung als chronische Wunden anzusehen. Dies gilt für das Ulcus cruris venosum bei chronischer venöser Insuffizienz (CVI), Wunden im Zusammenhang mit dem diabetischen Fußsyndrom sowie der Dekubitus, der sich als sogenanntes Druckgeschwür insbesondere bei wenig mobilen Patienten entwickelt.

### Verbreitung
Über die Prävalenz der chronischen Wunde gibt es keine gesicherten Daten, sondern international uneinheitliche Angaben. Es wird jedoch davon ausgegangen, dass 1 bis 2 % der erwachsenen Bevölkerung aller westlichen Industrienationen eine chronische Wunde aufweist. Das Risiko, eine chronische Wunde zu entwickeln, steigt mit zunehmenden Lebensalter an und liegt nach dem 80. Lebensjahr bei 4 bis 5 %. Für die Anzahl der Menschen, die in Deutschland von einer chronischen Wunde betroffen sind, liegen unterschiedliche Zahlen vor. Die Schätzungen reichen von mindestens 800.000 oder 900.000 Patienten insgesamt bis zu 4 Millionen, die allein durch die drei häufigsten Krankheitsbilder – Dekubitus, Ulcus cruris venosum und diabetisches Fußulcus – betroffen sind. Ein Großteil der Patienten mit chronischen Wunden wird im deutschsprachigen Raum im Rahmen der Ambulanten Versorgung betreut. Im Vergleich zu den Kosten der hierbei angewendeten Materialien wird die eigentliche Leistung der Wundversorgung hierbei nur in geringfügigem Maße erstattet. Die dadurch geringe Wirtschaftlichkeit einer derart komplexen und entscheidenden pflegerischen Maßnahme, die zudem Erfahrung, know-how und Fachwissen voraussetzt, führt dazu, dass ambulante Versorger Patienten mit chronischen Wunden seltener betreuen. In dieser Betreuungslücke siedeln sich oft Homecare-Unternehmen und ähnliche Konzepte an, die Versorgungsleistungen durch den Verkauf von Wundversorgungsprodukten querfinanzieren. Es wird davon ausgegangen, dass sich die Anzahl der Menschen, die von chronischen Wunden betroffen sind, zukünftig ansteigen wird. Neben dem Anstieg der Lebenserwartung gelten hierfür auch steigende Fallzahlen von Adipositas und Diabetes als begünstigende Faktoren.

## Entstehung
Wenn sich das Zusammenwirken abbauender (= kataboler) und aufbauender (= anaboler) Reaktionen im Heilungsprozess zugunsten der destruktiven Vorgänge verschiebt, entsteht eine chronische Wunde. Die Abheilung der Wunde stagniert entsprechend meistens in der ersten Phase der Wundheilung, der Entzündungsphase, seltener in der zweiten, der Granulationsphase.

### Grundlagen
Im normal verlaufenden Heilungsprozess spielen körpereigene Enzyme eine tragende Rolle. Proteasen sind proteolytische Enzyme, die Proteine spalten und abbauen. Dadurch ist es ihnen möglich, Fremdkörper in der Wunde zu zerstören und nachhaltig geschädigtes, nicht wiederherstellbares Gewebe abzubauen. So schaffen Proteasen die Grundlage für die Neuentstehung der zerstörten Gewebestrukturen und ermöglichen letztlich den Wundverschluss. Unmittelbar nach der Entstehung einer Wunde steigt daher der Anteil der Proteasen rasch an, klingt aber bei normalem Heilungsverlauf nach fünf bis sieben Tagen wieder ab. In chronischen Wunden ist die Aktivität der Proteasen, insbesondere der Matrix-Metallo-Proteasen (MMP) allerdings deutlich länger nachzuweisen. Dadurch kommt es zur Zerstörung von Proteinen, die für die Abheilung der Wunde notwendig sind und im Zuge dessen zu einer Behinderung des Wundverschlusses. In chronischen Wunden finden sich zudem unverhältnismäßig viele Leukozyten und insbesondere Granulozyten, sowie Makrophagen, die den Entzündungsprozess aufrechterhalten und frisch gebildetes Gewebe schädigen können. Im Zuge verschiedener auslösender oder begünstigender Faktoren kann es zu diversen pathophysiologischen Entwicklungen kommen, die eine Abheilung stören oder verhindern können.

### Faktoren
Ursächlich für die Entstehung einer chronischen Wunde kann eine postoperative Wundheilungsstörung nach einem medizinischen Eingriff sein. Häufiger entwickeln sich chronische Wunden allerdings im Zusammenhang mit dem Dekubitus, dem Ulcus cruris, dem diabetischen Fußsyndrom, aus Tumorwunden oder aus Verwundungen am Schienbein (sog. prätibiale Läsionen), die – einhergehend mit fortschreitendem Lebensalter – in Folge von Beschädigung der sogenannten „Altershaut“ durch Stürze oder Stöße entstehen. Eine chronische Wunde geht immer auf eine Grunderkrankung zurück und wird durch begünstigende Faktoren gefördert. Sie ist daher nicht als eigenständiges Krankheitsbild, sondern als Symptom zu verstehen. Die effiziente Therapie der zugrundeliegenden Erkrankung und die Ausschaltung der wundauslösenden und -begünstigenden Faktoren stellen somit bei der Versorgung von Menschen mit chronischen Wunden die Voraussetzung für den Heilungserfolg dar.

#### Auslösende Faktoren
Zu den Faktoren, welche die Entwicklung einer chronischen Wunde auslösen können, gehören die Entzündung, die Infektion, die Hypoxie und die Ischämie. Hinzu kommen einige wundspezifische Faktoren, die Folge eines schlechten Wundzustands sind und ihrerseits die Abheilung stören können, wie das Exsudataufkommen, vorliegende Nekrosen oder ein Biofilm in dem sich Keime gegenseitig schützen und auf der Wunde halten.
- Wundinfektionen entstehen durch Ansammlung und Zusammenwirken verschiedener Keime und Erreger, die sich immer – aber nicht immer in großer Anzahl – auf chronischen Wunden finden. Mikrobiologisch wird die Anzahl vorhandener Keime in Koloniebildenden Einheiten (KBE) angegeben. Eine Keimanzahl von mehr als 1x10 hoch 6 KBE pro Gramm Gewebe kann die Wundheilung nachhaltig stören. Eine entsprechend große Anzahl von Erregern kann eine Entzündungsreaktion auslösen, in deren Folge erhöhte Exsudatmengen auftreten, die Wundrand und -umgebung schädigen. Zudem setzt die Produktion von MMP ein, die ihrerseits frisches Gewebe gefährden. In einigen Publikationen wird den Bakterien darüber hinaus eine toxische Wirkung zugesprochen.[14] Eine besondere Rolle bei der Entstehung einer chronischen Wunde spielen neben grampositiven Staphylokokken und Streptokokken auch gramnegative Bakterien, wie der Feuchtkeim Pseudomonas aeruginosa oder Enterobacter cloacae.[15]
- Eine adäquate Mikrozirkulation, also die ausreichende Durchblutung des Gewebes, ist Grundvoraussetzung für die störungsfreie Abheilung der Wunde. Wenn der Körperkreislauf in den betroffenen Regionen unterbrochen ist, kann sich eine Ischämie entwickeln. Ursache ist meist eine Verlängerung oder Unterbrechung der Blutzirkulation durch Schädigung der Diffusionsstrecke oder Okklusion, unsachgemäße Kompressionstherapie oder sonstigen externen Druck, beispielsweise durch medizinische Geräte, sowie Kombinationen daraus.[16]

#### Begünstigende Faktoren
Hinzu kommen Faktoren, die die Entstehung einer chronischen Wunde begünstigen, wie Adipositas oder eine Diabeteserkrankung. Auch die jeweilige Lokalisation der Wunde ist ein Faktor. Das Areal an dem die Schädigung entsteht kann die Entwicklung einer chronischen Wunde in zweifacher Hinsicht begünstigen: Befindet die Verletzung sich beispielsweise an einer Körperregion, auf die oft Druck, Reibung oder Feuchtigkeit einwirkt, kann dies die Entwicklung einer chronischen Wunde befördern und gleichzeitig die Wundversorgung erschweren. Zusätzlichen Einfluss haben individuelle, patientenspezifische Faktoren, wie z. B. seine Lebensumstände oder die Bereitschaft, die erforderlichen Maßnahmen der Therapie zu akzeptieren, daran teilzuhaben, oder deren Abläufe aktiv mitzugestalten. Letzteres wird unter dem Begriff der Adhärenz zusammengefasst und entsprechend im Verlauf der Versorgung mitbeachtet.

## Versorgung von Menschen mit chronischen Wunden
Auf internationaler Ebene sind die Fachleute, die sich der Versorgung von Menschen mit chronischen Wunden widmen, in der World Union of Wound Healing Societies (WUWHS) organisiert. Im europäischen Raum etablierte sich die European Wound Management Association (EWMA), die im Jahr 1991 in Großbritannien gegründet wurde, im Themenfeld der chronischen Wunde. Der Conference genannte Kongress dieser Fachgesellschaft findet jährlich in einem anderen europäischen Staat statt und erfolgte im Jahr 2016 gleichzeitig mit dem Deutschen Wundkongress, der größten Fachtagung zu diesem Themenfeld im deutschsprachigen Raum. Diese gemeinsame Veranstaltung der EWMA und dreier deutschsprachiger Fachgesellschaften in Bremen war mit über 6.000 Besuchern der weltweit größte Wundkongress. Als Mitveranstalter des Bremer Wundkongress ist auf nationaler Ebene die Initiative Chronische Wunde e. V. (ICW), neben der Deutschen Gesellschaft für Wundheilung und Wundbehandlung (DGfW), die bedeutendste deutsche Fachgesellschaft im Themenfeld der chronischen Wunden. Im WundD-A-CH, dem Dachverband der deutschsprachigen Wundfachgesellschaften kooperiert die ICW mit der Austrian Wound Association (AWA) und den Schweizerischen Gesellschaften für Wundbehandlung (SAfW). Auf lokaler Ebene gibt es zudem zahlreiche kleinere Gesellschaften und Initiativen, die sich der Versorgung von Menschen mit chronischen Wunden auf Vereinsbasis, durch die Ausrichtung von Fachtagungen und fachbezogener Weiterqualifizierungen oder durch die Etablierung von Netzwerken widmen. Hierzu gehören das Wundzentrum Hamburg e. V., das Netzwerk Diabetischer Fuß (ehem. Fussnetz) in Köln oder der Verein Wundmanagement Tirol.

### Strukturelle Aspekte
Alle der im deutschsprachigen Raum speziell im Themenfeld der chronischen Wunden engagierten Gesellschaften, Vereine und Initiativen haben gemein, dass sich in ihnen verschiedene Berufsgruppen interprofessionell und innerhalb der Professionen verschiedene Fachrichtungen interdisziplinär zusammenfinden. Das interprofessionelle und interdisziplinäre Zusammenwirken aller an der Versorgung von Menschen mit chronischen Wunden beteiligten Versorgern ist entscheidend für die erfolgreiche Behandlung dieses Krankheitsbildes. Im Zuge der durch die Langwierigkeit des stockenden Heilungsverlaufes bedingten, oft monate- manchmal jahrelangen Behandlungszeit durchlaufen die Betroffenen viele verschiedene Stationen der Versorgung und kommen mit unterschiedlich ausgerichteten Therapeuten, Pflegenden und weiteren unterstützenden Professionen, wie beispielsweise Podologen oder Orthopädieschuhmachern zusammen. Der Austausch aller an der Versorgung Beteiligten bei der Überleitung, beispielsweise im Rahmen des Entlassungsmanagements, sollte möglichst ohne Informationsverlust ablaufen, um Brüche in Pflege und Therapie zu vermeiden. Daher ist deren effektive und hierarchiefreie Zusammenarbeit, beispielsweise im Rahmen der Vernetzung lokaler Versorger und Einrichtungen, Grundlage der erfolgreichen Therapie von Menschen mit chronischen Wunden. Aus mehreren Gründen kommt solchen lokal agierenden vernetzten Strukturen gesundheitspolitische Relevanz zu. Ihnen ist beispielsweise möglich, das Zusammenwirken verschiedener Versorger im Rahmen der Integrierten Versorgung, das über die Strukturen des Gesundheitswesens hinausgeht, in gesonderten oder über die Standardleistungen erweiternden Verträgen mit den Krankenkassen auszuhandeln. Für diesen Dialog ist es sinnvoll, wenn Versorger, die mit Behandlung und Pflege von Menschen mit chronischen Wunden betraut sind, sich in entsprechenden Initiativen, Vereinen und Netzwerken organisieren. Ein weiterer hierfür grundlegender Aspekt ist die schwerpunktmäßige Weiterqualifizierung der jeweiligen Behandler im Themenfeld der chronischen Wunde, wofür solche Institutionen oftmals ebenfalls strukturelle Voraussetzungen schaffen. Entsprechende Bildungsangebote werden von der Initiative Chronische Wunden (ICW) e. V., der Deutschen Gesellschaft für Wundheilung und Wundbehandlung (DGfW) e. V., der Österreichischen Gesellschaft für vaskuläre Pflege (ÖGVP), der Swiss Association for Wound Care (SafW) oder der European Wound Management Association (EWMA) angeboten.

### Individuelle Aspekte
Da die Entstehung einer chronischen Wunde unterschiedliche Ursachen haben kann und zudem von vielen Faktoren beeinflusst wird, ist die betroffene Patientengruppe verhältnismäßig heterogen. Somit unterscheidet sich auch der Fokus und die Herangehensweise der Versorger je nach Fall. Die Versorgung von Menschen mit chronischen Wunden erfolgt daher nicht standardisiert, sondern stets individuell, unter Wahrung der Lebensqualität und gleichzeitiger Förderung der Adhärenz, des Selbstpflegepotentials und der positiven Selbstwahrnehmung der Betroffenen. Versorger neigen dazu, die Wunde in den Vordergrund zu stellen und die belastenden Aspekte der langwierigen Erkrankung, die das Leben des Patienten nachhaltig verändern, nachrangig zu behandeln. Dies kann negative Auswirkungen auf das Körperbild des Betroffenen haben. Das Körperbild von Menschen mit chronischen Wunden unterliegt vielfältigen negativen bis hin zu destruktiven Einflüssen durch die Erkrankung. Dies reicht von Schamgefühlen angesichts zunehmender Körpergerüche bis hin zu ignorantem Verhalten gegenüber eigenen Körperbestandteilen, beispielsweise beim Leibesinselschwund bei Patienten mit Diabetischen Fußsyndrom.

## Wundbehandlung
Menschen mit chronischen Wunden blicken oft auf eine lange Krankheitsgeschichte zurück. Oft ist die chronische Wunde zudem selbst nur Ausdruck einer langwierigen Grunderkrankung. Die psychische Situation des Betroffenen, Art und Ausprägung der Grunderkrankung und weitere Faktoren können für die stagnierende Abheilung ursächlich oder förderlich sein und müssen in ein therapeutisches Konzept miteinbezogen werden. Daher steht eine adäquate Diagnostik der eigentlichen Wundversorgung voran.

### Diagnostik
Die ABCDE-Regel fasst fünf Aspekte – Anamnese, Bakterien, clinical analysis, Durchblutung und Extras – zusammen und ist eine Gedächtnisstütze für die Bestandteile der sachgerechten Diagnostik chronischer Wunden. In der Anamnese werden der Ursprung der Wunde, zugrundeliegende und begleitende Erkrankungen und der Allgemeinzustand des Patienten erhoben. In einem zweiten Schritt wird Anzahl und Art der vorhandenen Bakterien durch einen Abstrich ermittelt. Eine klinische (clinical) Untersuchung offenbart die Lokalisation, sowie den Zustand der Wunde und der Wundumgebung. Die Durchblutungssituation wird durch eine Untersuchung des venösen und des arteriellen Gefäßsystems abgeklärt. Abschließend ergänzen weiterführende Diagnostikverfahren als „Extras“ die Basisdiagnostik, beispielsweise eine Biopsie.

### Wundauflagen
Bis auf wenige Ausnahmefälle werden chronische Wunden nach dem Prinzip der feucht-warmen Wundversorgung versorgt. Hierbei kommen Verbandmittel und andere Wundversorgungsprodukte zum Einsatz, die einerseits ein feuchtes und warmes Wundklima gewährleisten, andererseits die Wunde gegen Stöße und Reibung abpolstern sowie gegen äußere Einflüsse schützen.

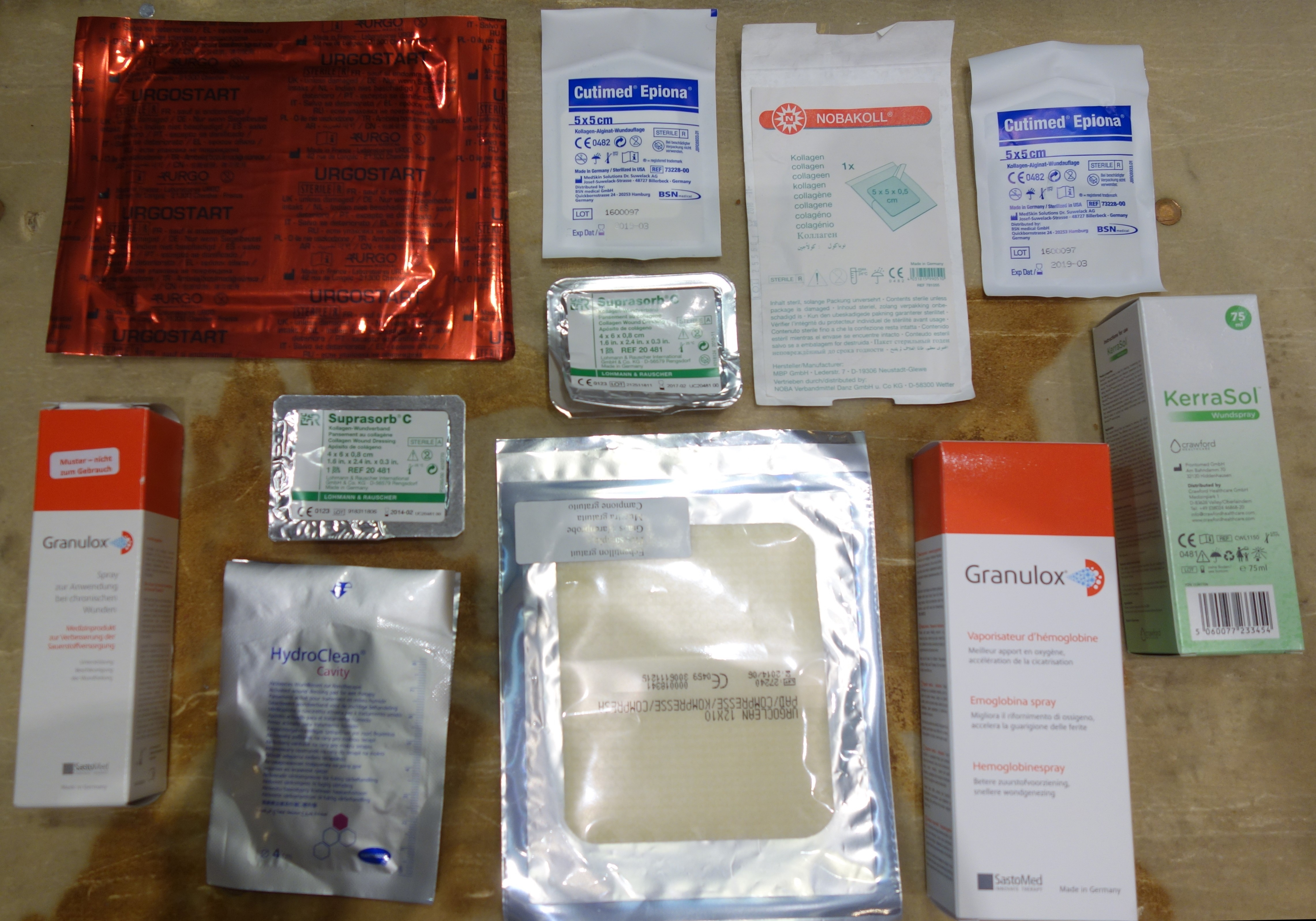
Versorgungsoptionen bei Wundheilungsstörungen

Zu den Verbandmitteln, die auf chronischen Wunden verwendet werden, gehören Hydrokolloidverbände, Schaumverbände, Alginate, Hydrofasern und Folienverbände. Zusätzlich finden Verbandmittel Anwendung, die spezielle Wirkstoffe oder andere Zusätze enthalten, zum Beispiel Silber oder Aktivkohle zur Bekämpfung von Bakterien und Gerüchen. Zudem gibt es Verbandmittel mit Polihexanid zur Desinfektion oder mit Ibuprofen zur Schmerzminderung. Darüber hinaus gibt es Versorgungsoptionen, die dafür konzipiert sind, auf bestimmte wundauslösende oder heilungshemmende Faktoren zu reagieren. Hierzu gehören Produkte, die mit dem Aufbringen von Hämoglobin auf die Wundoberfläche dem die Ischämie oft begleitenden Sauerstoffmangel begegnen sollen, oder darauf ausgerichtet sind, die Anzahl der Matrix-Metalloproteasen im Wundgebiet zu regulieren. Andere entsprechende Produkte enthalten Chitosan oder Hyaluronsäure, um die körpereigenen Wundheilungsmechanismen zu unterstützen oder – beispielsweise aus Bakterien gewonnene – Zellulose, die eine Epithelisierung fördern soll.
Eine Konsequenz der Chronizität der Wunde ist, dass durch eine Wundbehandlung nicht in jedem Fall eine Initiierung oder Verbesserung des Heilungsprozesses zu erzielen ist. Eine Verbesserung der Lebensqualität des Betroffenen, beispielsweise durch Minderung des Wundexsudats, Linderung der Schmerzen oder Gerüche sowie durch einen Mobilitätszuwachs, sollte allerdings immer erreicht werden können.

## Kausaltherapie
Die gleichzeitige Ausschaltung der auslösenden und begünstigenden Faktoren und die Mitbehandlung des zugrundeliegenden Krankheitsbildes bilden die Basis für die Abheilung einer chronischen Wunde. Je nach Grunderkrankung können hierfür verschiedene Maßnahmen im Rahmen einer sogenannten Kausaltherapie ergriffen werden.

### Ausschaltung von Faktoren
- Das Keimaufkommen innerhalb von chronischen Wunden hat oft die Ausbildung eines sogenannten Biofilms zur Folge. Dieser Begriff umschreibt eine Überlebensstrategie von Erregern, die sich in einer kooperativen Lebensgemeinschaft zusammenschließen. Ein Biofilm entsteht, wenn sich Keime mit einer Schleimschicht umgeben, die aus Polysacchariden und abgestorbenen Keimen besteht. Diese Schicht erleichtert einerseits dem Biofilm das Anhaften auf Oberflächen, fördert andererseits die Kommunikation der Erreger untereinander – das sogenannte Quorum sensing – und schützt die Keime schließlich wirksam vor Antibiotika. Zwischen 60 und 90 % der chronischen Wunden und 6 % der akuten Wunden weisen einen Biofilm auf.[30] Die Beseitigung erfolgt üblicherweise durch die Aufnahme mit Kompressen oder speziell hierfür konzipierten Wundpads während der Reinigung des Wundbetts im Rahmen des Débridements.
- Einem Sauerstoffmangel in der Wunde, also einer Hypoxie, die durch eingeschränkte oder unterbrochene Zufuhr von Sauerstoff entsteht, kann durch mehrere Maßnahmen entgegengewirkt werden. Gefäßchirurgische und interventionelle Maßnahmen verbesserten den venösen und lymphatischen Abfluss, beispielsweise durch Varizenoperationen. Eine weitere Möglichkeit ist Beförderung der Sauerstoffbindung im Blut durch Hyperbare Oxygenierung. Die dabei eingesetzten Druckkammern stehen allerdings nicht überall zur Verfügung. Weniger aufwendig und leichter verfügbar sind lokal anzuwendende Produkte. Im angloamerikanischen Sprachraum sind hierfür entsprechende sauerstoffhaltige Wundauflagen verbreitet. Eine weitere Möglichkeit ist das Applizieren von in Hämoglobin gebundenen Sauerstoff mittels Flüssigkeit oder Spray.[31]
- Fibrinbeläge, die den Wundgrund bedecken, können die Anheilung behindern. Fibrin ist ein Protein, das eine wesentliche Rolle in der Blutgerinnung spielt und bei Verletzungen aktiviert wird, um als „Klebstoff“ zu dienen. In Folge der fortgesetzten Entzündungsreaktion kommt es in chronischen Wunden jedoch zu einer übermäßigen Produktion von Fibrin, das schließlich als blasser Belag auf dem Wundgrund sichtbar wird und durch Débridement entfernt werden muss. Zur Entfernung dünnerer Fibrinbeläge kommen im Zuge des sogenannten „mechanischen Débridements“ trockene oder angefeuchtete Kompressen sowie speziell hierfür entwickelte Reinigungstücher oder -pads zum Einsatz, mit denen das Fibrin vom Wundgrund gerieben werden kann. Diese Methode kann beim Patienten Schmerzen auslösen und zudem neugebildetes Gewebe mitzerstören. Schonender aber langwieriger ist das Auflösen der Beläge durch Feuchtigkeit beim „autolytischen Débridement“. Hierbei kommen spezielle Hydrogele, Alginate und komplexe Wundauflagen zum Einsatz, die kontinuierlich Flüssigkeit, wie beispielsweise Ringerlösung, abgeben. Das autolytische Débridement ist eine Reinigungsmethode, die körpereigene Reinigungsprozesse, die innerhalb der Wunde ablaufen, unterstützt und beschleunigt, und auch das Entfernen dickerer Fibrinbeläge zur Folge hat.
- Eine Exsudation ist Voraussetzung der Abheilung einer Wunde. Exsudat hat die Aufgabe, Fremdkörper und zerstörtes Gewebe aus der Wunde zu spülen und gleichzeitig die Einwanderung von Epithelzellen zu ermöglichen. Daher ist eine ausreichende Exsudatmenge in der Wunde erwünscht, worauf auch das moderne Prinzip der feuchten Wundversorgung gründet. Ein Übermaß an Exsudat, das sich insbesondere im Rahmen der für chronische Wunden typischen fortgesetzten Entzündungsreaktion entwickeln kann, stört jedoch die Abheilung der Wunde. Wundheilungsfördernde Stoffe und Epithelzellen werden in diesem Fall aus der Wunde geschwemmt, während der empfindliche Wundrand und sogar die intakte Haut der Wundumgebung durch die beständige Feuchtigkeitseinwirkung durch Mazeration geschädigt werden können. Um die Exsudatmenge in der Wunde zu mindern, kommen besonders saugstarke Wundauflagen zum Einsatz, die beispielsweise Superabsorber enthalten.

### Behandlung der Grunderkrankung
- im Verlauf des diabetischen Fußsyndroms entwickeln sich oft durch Fehl- und Überbelastungen bestimmter Bereiche an den Fußsohlen Wunden, die schwer abheilen. Beim sogenannten diabetischen Fußulkus handelt es sich nicht im eigentlichen Sinne um chronische Wunden, die infolge eines Ungleichgewichts aufbauender und abbauender Mechanismen stagnieren. Bei solchen Fußulzera infolge des diabetischen Fußsyndroms setzt durchaus ein Abheilungsprozess ein, aber die Schädigungen entstehen durch Belastung beim Auftreten immer neu.[32] Voraussetzung der Abheilung eines diabetischen Fußulkus ist daher die Entlastung der betroffenen Fußbereiche, zum Beispiel mit einer angepassten Schuhversorgung durch einen Orthopädieschuhmacher.
- eine chronische Wunde, die durch ausgeprägte Ödeme infolge einer Gefäßerkrankung am Unterschenkel entsteht, wird als Ulcus cruris bezeichnet. Unter diesen ist das Ulcus cruris venosum die häufigste Ausprägung. Bei etwa der Hälfte aller Patienten mit Ulcus cruris besteht die Wunde länger als ein Jahr. Voraussetzung für die Abheilung ist eine konsequente Kompressionstherapie, die Mikro- und Makrozirkulation innerhalb der Beine verbessert und Ödeme reduziert.[10] Das Ulcus cruris hat eine hohe Rezidivrate. Daher tragen Betroffene ihre Kompressionsversorgung, meist Kompressionsstrümpfe, auch nach Abheilung der Wunde weiter.
- der Dekubitus entsteht nicht ausschließlich, wie der gebräuchliche Ausdruck „Wundliegen“ impliziert, im Liegen, sondern auch in sitzender Position. Eine typische Lokalisation dieser Schädigung ist somit auch das Gesäß. Es handelt sich um ein Druckgeschwür, das sich bei Patienten entwickelt, die längere Zeit regungslos in einer Position sitzen oder liegen. Infolge einer Blutleere, die aufgrund eines permanenten Drucks von außen insbesondere an Kreuzbein, Sitzbein und den beiden Fersen entsteht, stirbt das Gewebe – bei schlechtem körperlichen Zustand bereits nach wenigen Stunden – zwischen Haut und Knochen ab.[33] Voraussetzung für die Abheilung eines Dekubitus ist somit die Mobilisierung des Betroffenen und die Druckentlastung an der geschädigten Körperregion.

#### Tumorwunden
Tumorwunden, auch als Malignom-assoziierte oder maligne Wunden bezeichnet, bilden sich wenn die Haut durch eine Krebserkrankung geschädigt wird. Dies kann im Zusammenhang mit einem Hauttumor stehen, aber auch durch eine Hautmetastase eines anderen Tumors oder durch ein Geschwür ausgelöst werden, das von tieferen Gewebeschichten aus von Innen die Haut durchbricht. Etwa 10 % der Tumorpatienten weist eine maligne Wunde auf. Sie kann an allen Körperteilen auftreten, aber am häufigsten betroffen ist der Brustbereich. Häufig stehen bei der Versorgung der Menschen mit solchen – oftmals stark exsudierenden – Tumorwunden nicht die Maßnahmen zur Ermöglichung und Förderung der Wundheilung im Vordergrund, sondern palliative Maßnahmen, die einen Fokus auf die Schmerzsituation und weitere Aspekte der Lebensqualität des Betroffenen legen.